# کانال پاناما
آبراه پاناما یک راه آبی غیرطبیعی است که توسط انسان در کشور پاناما به وجود آمده و اقیانوس آرام را به اقیانوس اطلس ارتباط می‌دهد. این آبراه که در جریان یکی از بزرگ‌ترین و دشوارترین پروژه‌های مهندسی در جهان ساخته شده است یکی از سرشناس‌ترین و مهم‌ترین آبراه‌های جهان است.
در شرایطی که راه معمولی کشتیرانی میان شهرهای نیویورک و سان فرانسیسکو ۲۲۵۰۰ کیلومتر مسافت دارد، گذر از کانال پاناما این مسافت را به ۹۵۰۰ کیلومتر کاهش می‌دهد. در گذشته کشتی‌ها برای عبور از اقیانوس آرام به اطلس مجبور بودند آمریکای جنوبی را دور بزنند. اما پس از ساخت این کانال به‌طور مستقیم از اروپا به آمریکا و از آنجا به شرق آسیا می‌روند.
کانال پاناما ۸۲ کیلومتر طول دارد و از باریکهٔ پاناما گذر می‌کند. کلمبیا، فرانسه و بعداً ایالات متحده قلمرو اطراف کانال را در طول ساخت‌وساز آن کنترل کردند. فرانسه کار بر روی این کانال را در سال ۱۸۸۱ آغاز کرد. اما به‌دلیل عدم اعتماد سرمایه‌گذاران درپی مشکلات مهندسی و نرخ بالای مرگ و میر کارگران متوقف شد. ایالات متحده این پروژه را در ۴ مه ۱۹۰۴ به دست گرفت و کانال را در ۱۵ اوت ۱۹۱۴ افتتاح کرد.
ایالات متحده به کنترل کانال و منطقه کانال پاناما در اطراف آن ادامه داد تا این‌که به‌دنبال قراردادهای یتوریخوس-کارتر در سال ۱۹۷۷ و پس از یک دوره کنترل مشترک آمریکا و پاناما این کانال در سال ۱۹۹۹ تحت کنترل دولت پاناما قرار گرفت. اکنون توسط اداره کانال پاناما مدیریت می‌شود. بر پایه قراردادهای توریخوس-کارتر کانال پاناما باید برای رفت‌وآمد صلح آمیز شناورها بازو ایمن بماند. مشروط بر اینکه کشتی‌ها از هنجارهای ایمنی جهانی دریانوردی پیروی و عوارض پرداخت کنند و مرتکب اعمال خصمانه نشوند.
سدهای سلولی (آب‌بندها) در هر انتها کشتی‌ها را تا ارتفاع دریاچه گتون بالا می‌برند. این دریاچهٔ مصنوعی برای کاهش مقدار کار حفاری مورد نیاز برای کانال ایجاد شده است و سطح آن ۲۶ متر بالاتر از سطح دریای آزاد قرار دارد. سپس کشتی‌ها در انتهای دیگر پایین آورده می‌شوند. سدهای سلولی اصلی ۳۳٫۵ متر (۱۱۰ فوت) عرض دارند. خط سوم و عریض‌تری از سدهای سلولی بین سپتامبر ۲۰۰۷ و مه ۲۰۱۶ ساخته شد. این آبراه توسعه‌یافته، عملیات تجاری خود را در ۲۶ ژوئن ۲۰۱۶ آغاز کرد. سدهای سلولی تازه، امکان گذر کشتی‌های بزرگ‌تر و جدید پاناماگذر را فراهم می‌کنند.
ترافیک سالانهٔ کانال پاناما از حدود ۱۰۰۰ کشتی در سال ۱۹۱۴، هنگام بازگشایی کانال، به ۱۴۷۰۲ کشتی در سال ۲۰۰۸ افزایش یافته است. تا سال ۲۰۱۲ بیش از ۸۱۵۰۰۰ کشتی از این کانال عبور کرده بودند. در سال ۲۰۱۷ کشتی‌ها به‌طور متوسط در مدت زمان ۱۱٫۳۸ ساعت از بین دو سد سلولی، کانال عبور و کانال را طی کرده‌اند. انجمن مهندسان عمران آمریکا کانال پاناما را در فهرست عجایب هفتگانه جهان مدرن قرار داده است.

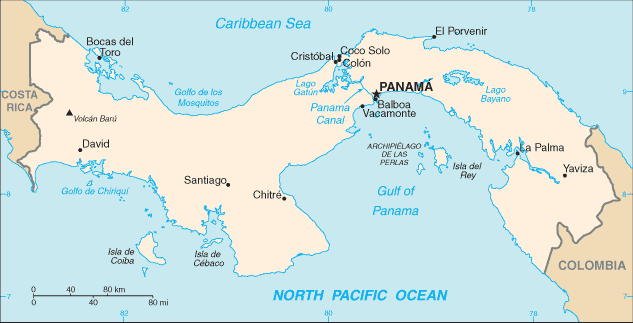
موقعیت کانال پاناما که اقیانوس آرام در پائین و دریای کارایب در بالای نقشه واقع شده‌اند و کانال در بالایی وسط نقشه دیده می‌شود.

## تاریخچه

### پیشنهادهای اولیه در پاناما
ایدهٔ ساخت کانال پاناما به سال ۱۵۱۳ بازمی‌گردد. زمانی که فاتح اسپانیایی کنکیستادور واسکو نونیس د بالبوا برای نخستین بار از تنگه پاناما عبور کرد. او در دفتر خاطرات خود به امکان ساخت یک کانال اشاره کرد. اما اقدامی در این زمینه انجام نداد. در عوض، نخستین مسیر عبوری از این منطقه برای انتقال غنائم پرو به اسپانیا از پاناما به Nombre de Dios ایجاد شد.
قدرت‌های اروپایی به‌زودی متوجه امکان ایجاد گذرگاه آبی میان اقیانوس اطلس و آرام از طریق این باریکهٔ خشکی میان آمریکای شمالی و جنوبی شدند. نخستین پیشنهاد به سال ۱۵۳۴ بازمی‌گردد، زمانی که امپراتور کارل پنجم امپراتوری مقدس روم دستور انجام بررسی‌هایی برای یافتن مسیری در قاره آمریکا را صادر کرد تا سفر کشتی‌ها بین اسپانیا و پرو آسان‌تر شود. در سال ۱۶۶۸ پزشک و فیلسوف انگلیسی سر توماس براون به‌طور مشخص تنگه پاناما را به‌عنوان مناسب‌ترین مکان برای چنین کانالی پیشنهاد داد.
نخستین تلاش برای استفاده از این تنگه به‌عنوان یک مسیر تجاری، طرح نافرجام داریِن بود که توسط پادشاهی اسکاتلند (۱۶۹۸–۱۷۰۰) آغاز شد. اما به دلیل شرایط سخت و نامساعد منطقه رها شد.
در سال ۱۸۱۱ طبیعت‌شناس آلمانی الکساندر فون هومبولت مقاله‌ای دربارهٔ جغرافیای مستعمرات اسپانیایی در آمریکای مرکزی منتشر کرد و در آن پنج مسیر احتمالی برای ایجاد یک کانال را بررسی کرد که یکی از آن‌ها پاناما بود. اما او نتیجه گرفت که مناسب‌ترین مسیر از نیکاراگوئه و از طریق دریاچه نیکاراگوئه خواهد بود. توصیه‌های او باعث شد امپراتوری بریتانیا در سال ۱۸۴۳ تلاشی برای ساخت یک کانال در نیکاراگوئه انجام دهد، اما این تلاش در نهایت به نتیجه‌ای نرسید. بااین‌حال، این موضوع منجر به پیمان کلیتون-بولور (۱۸۵۰) بین بریتانیا و ایالات متحده شد که بر اساس آن، دو کشور متعهد شدند هر کانالی که در نیکاراگوئه یا هر نقطهٔ دیگر آمریکای مرکزی ساخته شود، تحت کنترل مشترک آن‌ها باشد.
در سال ۱۸۴۶ پیمان مالارینو-بیدلاک بین ایالات متحده و جمهوری گرانادای جدید (کشوری که بعدها کلمبیا شد) امضا شد که به آمریکا حقوق عبور و همچنین حق مداخلهٔ نظامی در این منطقه را اعطا کرد. دو سال بعد، تب طلا در کالیفرنیا موجب افزایش تقاضا برای ایجاد یک مسیر عبوری از پاناما شد که بتواند ارتباطی عملی بین اقیانوس‌های اطلس و آرام برقرار کند. این فرصت توسط ویلیام هنری آسپینوال، بازرگان آمریکایی مورد بهره‌برداری قرار گرفت که مسیرهای دریایی از نیویورک به پاناما و سپس از پاناما به کالیفرنیا را راه‌اندازی کرد، همراه با یک مسیر زمینی که از پاناما عبور می‌کرد. این مسیر به‌زودی مورد توجه بازرگانان دیگری همچون کرنلیوس وندربیلت نیز قرار گرفت.
بین سال‌های ۱۸۵۰ تا ۱۸۵۵ کنسرسیومی به رهبری آسپینوال یک خط آهن (که اکنون راه‌آهن کانال پاناما نام دارد) از شهر کلون در دریای کارائیب به پاناما سیتی احداث کرد. هزینهٔ این پروژه ۸ میلیون دلار (شش برابر برآورد اولیه) شد و بین ۶٬۰۰۰ تا ۱۲٬۰۰۰ کارگر در حین ساخت، بر اثر بیماری‌های گرمسیری جان باختند. بااینحال این راه‌آهن خیلی زود سود قابل‌توجهی برای مالکان خود به ارمغان آورد.
در سال ۱۸۷۰ رئیس‌جمهور ایالات متحده، یولیسیز اس گرانت کمیسیون کانال بین‌اقیانوسی را تأسیس کرد که سرتیپ اندرو اتکینسن هامفریس مهندس ارشد ارتش، یکی از اعضای آن بود. این کمیسیون شماری از افسران نیروی دریایی، از جمله فرمانده توماس الیور سلفریج جونیور را مأمور بررسی مسیرهای پیشنهادی هومبولت برای ساخت کانال در آمریکای مرکزی کرد. این کمیسیون در نهایت نیکاراگوئه را به‌عنوان بهترین گزینه برای ساخت کانال معرفی کرد و این انتخاب در میان سیاست‌گذاران آمریکایی مورد حمایت قرار گرفت.

### تلاش‌های ساخت کانال پاناما توسط فرانسوی‌ها (۱۸۸۱–۱۸٨۹)
دیپلمات و کارآفرین فرانسوی فردینان دو لیسپس نیروی محرک اصلی تلاش‌های فرانسه برای ساخت کانال پاناما بین سال‌های ۱۸۸۱ تا ۱۸۸۹ بود. دو لیسپس شهرت خود را از طریق ساخت موفقیت‌آمیز کانال سوئز (۱۸۵۹–۱۸۶۹) کسب کرده بود، مسیری که به‌سرعت ارزش خود را در تجارت بین‌المللی ثابت کرد. پس از این موفقیت، او به‌طور فعال به‌دنبال پروژه‌های جدید بود. در سال ۱۸۷۵ دو لیسپس توسط شرکت مدنی بین‌المللی کانال بین‌اقیانوسی دارین (که با نام سندیکای تور نیز شناخته می‌شود) مورد مشورت قرار گرفت. این سندیکا برای ترویج ساخت یک کانال بین‌اقیانوسی در پاناما تشکیل شده بود. مدیران آن شامل مبارز آزادی‌خواه مجارستانی ایشتوان تور، سرمایه‌گذار ژاک دو ریناک و لوئیچیان بناپارت-ویز، برادر همسر تور بودند.
بین سال‌های ۱۸۷۶ تا ۱۸۷۸ بناپارت-ویز و آرماند رکلوس مسیرهای مختلفی را برای عبور از تنگه پاناما بررسی کردند. بناپارت-ویز با اسب به بوگوتا سفر کرد و در آنجا از دولت کلمبیا امتیاز ساخت کانال پاناما را دریافت کرد (۲۰ مارس ۱۸۷۸). این توافق‌نامه که با نام امتیاز ویز شناخته می‌شود، به مدت ۹۹ سال معتبر بود و به این شرکت اجازه می‌داد که کانال را حفر کرده و از آن بهره‌برداری کند.
در مه ۱۸۷۹ دو لیسپس یک کنگره بین‌المللی در پاریس برگزار کرد تا امکانات ساخت یک کانال کشتیرانی در آمریکای مرکزی را بررسی کند. از ۱۳۶ نماینده از ۲۶ کشور، تنها ۴۲ نفر مهندس بودند و بقیه را سرمایه‌گذاران، سیاستمداران و دوستان دو لیسپس تشکیل می‌دادند. دو لیسپس از این کنگره برای جذب سرمایه برای طرح پیشنهادی خود استفاده کرد که شامل ساخت یک کانال هم‌سطح از طریق پاناما مشابه کانال سوئز بود. علی‌رغم نگرانی‌های برخی از مهندسان که ترجیح می‌دادند کانال در نیکاراگوئه ساخته شود یا مشکلات مهندسی و خطرات بهداشتی این مسیر را مطرح می‌کردند، دو لیسپس موفق شد اکثریت نمایندگان را برای حمایت از طرح خود متقاعد کند. پس از این کنگره، دو لیسپس یک شرکت با نام کمپانی جهانی کانال بین‌اقیانوسی پاناما تأسیس کرد. این شرکت امتیاز ویز را از سندیکای تور خرید و با جذب سرمایه‌گذاران کوچک فرانسو، به لطف سود کلانی که کانال سوئز به همراه داشت، توانست مبالغ قابل توجهی گردآوری کند. 
ساخت کانال در ۱ ژانویه ۱۸۸۱ آغاز شد و عملیات حفاری در منطقه کوله‌برا از ۲۲ ژانویه شروع شد. یک نیروی کار عظیم که در سال ۱۸۸۸ به حدود ۴۰٬۰۰۰ نفر می‌رسید، برای پروژه استخدام شد که نُه‌دهم آنها کارگران آفریقایی-کارائیبی از هند غربی بودند. اگرچه پروژه توانست مهندسان فرانسوی با استعداد و با حقوق بالا را جذب کند، اما نگه داشتن آنها به دلیل بیماری دشوار بود. برآوردها نشان می‌دهند که بین سال‌های ۱۸۸۱ تا ۱۸۸۹ بیش از ۲۲٬۰۰۰ نفر جان خود را از دست دادند که از این تعداد حدود ۵٬۰۰۰ نفر شهروند فرانسوی بودند.
از همان ابتدا پروژه کانال پاناما با مشکلات متعددی روبو شد. با وجود اینکه طول این کانال فقط ۴۰ درصد طول کانال سوئز بود، اما از نظر مهندسی چالش بسیار بزرگ‌تری محسوب می‌شد. دلایل این امر شامل جنگل‌های بارانی استوایی، آب‌وهوای طاقت‌فرسا، نیاز به ساخت آب‌بندها (locks) و نبود یک مسیر طبیعی باستانی برای پیروی بود. از سال ۱۸۸۲ زمانی که آرماند رکلوس به‌عنوان نخستین مهندس اصلی پروژه استعفا داد، شمار زیادی از مهندسان ارشد در مواجهه با مشکلات از پروژه کناره‌گیری کردند. کارگران برای شرایط سخت فصل بارندگی آماده نبودند. در این دوره، رود چاگریس که در ابتدای مسیر کانال قرار داشت به سیلابی عظیم تبدیل می‌شد و تا ۱۰ متر (۳۳ فوت) بالا می‌آمد. کارگران مجبور بودند به‌طور مداوم شیب‌ها را اصلاح کنند تا از ریزش زمین به داخل کانال جلوگیری شود.
جنگل‌های متراکم پر از مارهای سمی، حشرات و عنکبوت‌ها بودند، اما بزرگ‌ترین مشکل، بیماری‌های استوایی مانند تب زرد و مالاریا بود که هزاران نفر را به کام مرگ کشاند. تا ۱۸۸۴ میزان مرگ‌ومیر به بیش از ۲۰۰ نفر در ماه رسیده بود. تدابیر بهداشتی، ناکافی بودند. زیرا در آن زمان نقش پشه در انتقال بیماری ناشناخته بود. شرایط نامناسب در فرانسه عمداً پنهان نگه داشته شد تا از مشکل در جذب کارگران جلوگیری شود. اما نرخ بالای مرگ‌ومیر باعث شد که حفظ نیروی کار مجرب دشوار شود.
در فرانسه، دو لیسپس همچنان سرمایه‌گذاران و نیروی کار را به پروژه جذب می‌کرد. حتی زمانی که واضح بود که اهداف تعیین‌شده محقق نمی‌شوند. اما در نهایت، پول تمام شد. در ۱۸۸۹ پس از اینکه ظاهراً ۲۸۷ میلیون دلار آمریکا (معادل ۱۰ میلیارد دلار در سال ۲۰۲۴) در پروژه خرج شد، تلاش‌های فرانسه با اعلام ورشکستگی متوقف شد. ۲۲٬۰۰۰ نفر جان باختند و پس‌انداز ۸۰۰٬۰۰۰ سرمایه‌گذار از بین رفت. کار در ۱۵ مه متوقف شد و در پی آن، رسوایی بزرگی به نام «رسوایی پاناما» شکل گرفت که طی آن، برخی از افراد مسئول، از جمله گوستاو ایفل تحت تعقیب قرار گرفتند.
دو لیسپس و پسرش شارل به اختلاس محکوم و هرکدام به پنج سال زندان محکوم شدند. اما این حکم بعداً لغو شد و دو لیسپس که ۸۸ سال داشت، هرگز زندانی نشد.
در سال ۱۸۹۴ یک شرکت فرانسوی جدید با نام «شرکت نوول دو کانال دو پاناما» تأسیس شد تا پروژه را ادامه دهد. یک نیروی کار حداقلی چند هزار نفره استخدام شد که عمدتاً برای رعایت شرایط امتیاز کانال پاناما از دولت کلمبیا، اداره راه‌آهن پاناما و نگهداری از حفاری‌های موجود و تجهیزات برای فروش احتمالی فعالیت می‌کردند.
این شرکت به دنبال یک خریدار برای دارایی‌های خود بود و قیمت پیشنهادی آن ۱۰۹ میلیون دلار آمریکا (معادل ۳٫۹۶ میلیارد دلار در سال ۲۰۲۴) بود. در همین حال، آن‌ها فعالیت کافی را ادامه دادند تا امتیاز خود را حفظ کنند.
دو لابی‌گر در مذاکرات بعدی برای فروش نقش کلیدی داشتند:
- ویلیام نلسون کرامول، وکیل آمریکایی که از سال ۱۸۹۴ به‌عنوان نماینده شرکت در آمریکا فعالیت می‌کرد و در تصمیم آمریکا برای ساخت کانال و حمایت از استقلال پاناما نقش داشت.[۳۲]
- فیلیپ بوونو-واریلا، که به‌عنوان یکی از پیمانکاران اصلی شرکت اول فرانسوی مجبور شده بود سهام شرکت نوول را بپذیرد و بعدها به سمت مدیر مهندسی شرکت منصوب شد.[۳۳]

### تملک ایالات متحده بر کانال پاناما
در سال‌های ۱۸۹۷ تا ۱۸۹۹ رئیس‌جمهور ایالات متحده، ویلیام مک‌کینلی (۱۸۹۷–۱۹۰۱) دو کمیسیون به ریاست دریاسالار جان گرایمز واکر را مأمور کرد تا بهترین مسیر برای ساخت یک کانال در آمریکای مرکزی را توصیه کنند. اگرچه وظیفهٔ کمیسیون اول تنها بررسی مسیرهای عبوری از نیکاراگوئه بود، اما ویلیام نلسون کرامول با موفقیت دولت را متقاعد کرد که دامنهٔ بررسی‌ها را گسترش داده و تنگه پاناما را نیز در نظر بگیرد.
کمیسیون در ۲۱ نوامبر ۱۹۰۱ کمی پس از آنکه تئودور روزولت در پی ترور مک‌کینلی به ریاست‌جمهوری رسید، گزارشی محرمانه و مقدماتی منتشر کرد. این گزارش از نظر هزینه مسیر نیکاراگوئه را ترجیح می‌داد. اگرچه کمیسیون اذعان داشت که مسیر پاناما از نظر فنی مزایایی دارد، اما قیمت غیررسمی ۱۰۹ میلیون دلاری آن را بیش از حد بالا می‌دانست. این گزارش به دست فیلیپ بونو-واریلا رسید که در جلسه اضطراری سهامداران شرکت کمپانی نوول، قیمت را به ۴۰ میلیون دلار کاهش داد—میزانی که کمیسیون آن را برای دارایی‌های موجود در پاناما منطقی می‌دانست.
در ۱۰ دسامبر ۱۹۰۱ جورج اس. موریسون، برجسته‌ترین مهندس کمیسیون، نامه‌ای به رئیس‌جمهور روزولت نوشت و دلایل فنی ترجیح مسیر پاناما را توضیح داد. در ژانویه ۱۹۰۲ روزولت اعضای کمیسیون را به‌طور جداگانه به دفتر خود فراخواند و از آنان ارزیابی شخصی‌شان را در مورد بهترین مسیر جویا شد. سپس در جلسه‌ای بسته با همه اعضای کمیسیون به‌صراحت اعلام کرد که خواهان پذیرش پیشنهاد خرید مسیر پاناما از شرکت فرانسوی کمپانی نوول است. در اواخر ژانویه، کمیسیون گزارشی نهایی منتشر کرد که به اتفاق آرا پاناما را توصیه می‌کرد. 

#### مخالفت‌ها و تصویب مسیر پاناما
طرح خرید امتیازات فرانسه در پاناما با مخالفت شدید کنگره روبه‌رو شد. چرا که بسیاری مسیر نیکاراگوئه را ترجیح می‌دادند. این مسیر مورد حمایت سناتور جان تایلر مورگان بود که اعضای کمیسیون واکر را دربارهٔ دلایل توصیه‌شان برای پاناما بازجویی کرد. با این حال پیشنهاد خرید امتیازات و دارایی‌های پاناما به ۴۰ میلیون دلار سرانجام با حمایت سناتور مارک هانا در هر دو مجلس کنگره به تصویب رسید. حمایت رئیس‌جمهور روزولت و لابی‌گری کرامول و بونو-واریلا نقش مهمی در تصویب این پیشنهاد داشت. در ژوئن ۱۹۰۲ سنای ایالات متحده به قانون اسپونر رأی داد که گزینهٔ پاناما را مشروط به کسب حقوق لازم تصویب می‌کرد.

#### قراردادهای ایالات متحده با کلمبیا و استقلال پاناما
در ۲۲ ژانویه ۱۹۰۳ پیمان هی-هران توسط وزیر امور خارجه ایالات متحده، جان هی و کاردار کلمبیا توماس هران امضا شد. بر اساس این پیمان، ایالات متحده در ازای ۱۰ میلیون دلار و پرداخت سالانه، اجاره‌ای دائمی و قابل تمدید از کلمبیا برای زمین کانال دریافت می‌کرد. پیمان در ۱۴ مارس ۱۹۰۳ توسط سنای آمریکا تصویب شد، اما سنای کلمبیا به دلیل ناچیز بودن غرامت و تهدیدی برای حاکمیت ملی و شرط دائمی بودن اجاره، آنرا به اتفاق آرا رد کرد.
روزولت استراتژی خود را تغییر داد و فعالانه از جدایی پاناما از کلمبیا حمایت کرد. وی با استناد به پیمان مالارینو-بیدلاک (۱۸۴۶) که به آمریکا حق مداخله در کلمبیا را می‌داد، از استقلال پاناما پشتیبانی کرد. پس از به رسمیت شناختن پاناما او با دولت جدید پاناما پیمانی مشابه با هی-هران امضا کرد.
در ۲ نوامبر ۱۹۰۳ ناوهای جنگی آمریکا مسیرهای دریایی را برای جلوگیری از حرکت نیروهای کلمبیایی به سمت پاناما مسدود کردند. پاناما در ۳ نوامبر ۱۹۰۳ اعلام استقلال کرد و ایالات متحده بلافاصله این کشور را به رسمیت شناخت. هنگامی که دولت کلمبیا برای سرکوب قیام پاناما واکنش نشان داد، نیروهای آمریکایی پیش از رسیدن نیروهای کلمبیایی وارد خاک پاناما شدند. کلمبیا که تازه از جنگ داخلی هزار روزه (۱۸۹۹–۱۹۰۲) خارج شده بود، تنها توانست سربازان وظیفهٔ بی‌تجربه را اعزام کند که در برابر نیروهای آمریکایی هیچ شانسی نداشتند. حتی توافق صلح جنگ داخلی نیز در ۲۱ نوامبر ۱۹۰۲ روی ناو آمریکایی یواس‌اس ویسکانسین امضا شد که نشان می‌دهد ایالات متحده مدت‌ها پیش از کسب امتیاز برای ساخت کانال برنامه‌ریزی کرده بود.

#### پیمان هی-بونو-واریلا و اشغال پاناما
در ۶ نوامبر ۱۹۰۳ فیلیپ بونو-واریلا به عنوان سفیر پاناما در ایالات متحده، پیمان هی-بونو-واریلا را امضا کرد که به آمریکا حق ساخت و ادارهٔ کانال پاناما و دفاع از آن را اعطا می‌کرد. این پیمان به آمریکا برخی حقوق دائمی در کانال را می‌داد، اما مادهٔ ۲۲ دیگر حقوق را به دورهٔ اجارهٔ ۹۹ ساله محدود می‌کرد. این پیمان واکنش منفی شدیدی در پاناما به همراه داشت و بسیاری از آن به عنوان نقض حاکمیت ملی یاد کردند. زیرا بر پایه این پیمان در ازای ۱۰ میلیون دلار، آمریکا ناحیه موسوم به «منطقه کانال» شامل هشت کیلومتر در هر دو طرف کانال را کنترل می‌کرد.
روزولت بعدها در مورد این رویداد گفت: «من بر تنگهٔ پاناما چیره شدم، کانال را آغاز کردم و سپس کنگره را واداشتم که نه در مورد کانال، بلکه دربارهٔ من بحث کند.»
در عمل، کشور پاناما از نظر فیزیکی به دو بخش تقسیم شده بود. آمریکایی‌ها و خانواده‌هایشان در «منطقه کانال» و تحت قوانین خودشان زندگی می‌کردند. در حالی که پانامایی‌ها بدون مجوز ویژه نمی‌توانستند وارد این محدوده شوند. برخی در آمریکا این اقدام را عملی جنگی علیه کلمبیا دانستند. نیویورک تایمز آن را «فتحی سرتاپا فاسد» خواند. نیویورک ایونینگ پست نیز آن را «حرکتی زشت و سودجویانه» توصیف کرد. این مداخله به نمونهٔ کلاسیک دیپلماسی قایق‌های توپ‌دار آمریکا در آمریکای لاتین تبدیل شد و بهترین تجسم شعار معروف روزولت بود: «با نرمی سخن بگو، اما چماقی بزرگ در دست داشته باش، آنگاه به‌راحتی به هدف خود خواهی رسید.» پس از انقلاب ۱۹۰۳ پاناما تحت‌الحمایه آمریکا شد و این وضعیت تا ۱۹۳۹ ادامه داشت.
در سال ۱۹۰۴ ایالات متحده دارایی‌های فرانسوی‌ها را شامل تجهیزات و حفاری‌ها (از جمله راه‌آهن پاناما) به قیمت ۴۰ میلیون دلار خریداری کرد که ۳۰ میلیون دلار آن مربوط به حفاری‌های انجام‌شده، عمدتاً در برش کولبرا بود.
در سال ۱۹۲۱ ایالات متحده و کلمبیا، پیمان تامسون-اوریوتیا را امضا کردند که طی آن آمریکا ۲۵ میلیون دلار به کلمبیا پرداخت کرد و در ازای آن، کلمبیا استقلال پاناما را به رسمیت شناخت.

### ایالات متحده و ساخت کانال پاناما، ۱۹۰۴–۱۹۱۴
ایالات متحده به‌طور رسمی در ۴ مه ۱۹۰۴ کنترل املاک کانال را به دست گرفت و از فرانسوی‌ها نیروی کار اندک و مجموعه‌ای عظیم از ساختمان‌ها، زیرساخت‌ها و تجهیزات را که بسیاری از آن‌ها در وضعیت نامناسبی بودند، به ارث برد. کمیسیونی دولتی به نام کمیسیون کانال ایستموس (ICC) برای نظارت بر ساخت و ساز تأسیس شد و کنترل منطقه کانال پاناما را در اختیار گرفت، منطقه‌ای که ایالات متحده بر آن اعمال حاکمیت می‌کرد. این کمیسیون مستقیماً به ویلیام هووارد تفت، وزیر جنگ گزارش می‌داد و مأمور شده بود تا از ناکارآمدی و فساد که ۱۵ سال پیش‌تر فرانسوی‌ها را گرفتار کرده بود، اجتناب کند.
در ۶ مه ۱۹۰۴ تئودور روزولت، رئیس‌جمهور ایالات متحده جان فیندلی والاس که پیش‌تر مهندس ارشد و در نهایت مدیر کل راه‌آهن مرکزی ایلینوی بود را به‌عنوان مهندس ارشد پروژه کانال پاناما منصوب کرد. اما والاس که از شرایط کشور آلوده به بیماری، زیرساخت‌های قدیمی فرانسوی و بوروکراسی دست‌وپاگیر ICC ناامید شده بود، در ژوئن ۱۹۰۵ به‌طور ناگهانی استعفا داد. سپس کمیسیون، رئیس تازه‌ای به نام تئودور پی. شونتس منصوب کرد و جان فرانک استیونز را که یک مهندس خودآموخته و سازنده راه‌آهن گریت نوردرن بود، به‌عنوان مهندس ارشد منصوب کرد. استیونز که عضو ICC نبود، بوروکراسی آن را مانعی جدی می‌دید و با دور زدن کمیسیون، درخواست‌ها و دستورهای خود را مستقیماً به دولت روزولت در واشینگتن ارسال می‌کرد.
یکی از نخستین اقدامات استیونز در پاناما، ساخت و بازسازی خانه‌ها، کافه‌تریاها، هتل‌ها، سیستم‌های آبرسانی شهری، کارگاه‌های تعمیر، انبارها و سایر زیرساخت‌های ضروری برای هزاران کارگر جدید بود. او همچنین تلاش گسترده‌ای برای جذب نیروی کار از ایالات متحده و سایر مناطق انجام داد. تعداد زیادی از کارگران از منطقه کارائیب، به‌ویژه آفرو-پانامایی‌ها، به این منطقه آمدند و بسیاری از آن‌ها به‌طور دائم در پاناما ساکن شدند. استیونز همچنین راه‌آهن را بازسازی و گسترش داد که نقش حیاتی در حمل‌ونقل میلیون‌ها تن خاک از حفاری‌های کوهستانی به سمت سد چاگرس ایفا کرد.
در سال ۱۹۰۴ سرهنگ ویلیام سی گورگاس به‌عنوان افسر ارشد بهداشت پروژه منصوب شد. او مجموعه‌ای از اقدامات را برای کاهش همه‌گیری بیماری‌های کشنده، به‌ویژه تب زرد و مالاریا اجرا کرد. این اقدامات بر اساس پژوهش‌های کارلوس فینلای، اپیدمیولوژیست کوبایی و مطالعات والتر رید، آسیب‌شناس آمریکایی، و سر رونالد راس، پزشک اسکاتلندی بود که نشان دادند این بیماری‌ها توسط پشه‌ها منتقل می‌شوند. پروژه‌های بهداشتی گسترده‌ای شامل سیستم‌های آبرسانی شهری، ضدعفونی ساختمان‌ها، اسپری‌کردن مناطق تولید مثل پشه‌ها با روغن و لاروکش، نصب پشه‌بند و توری‌های پنجره و حذف آب‌های راکد اجرا شد. با وجود مخالفت‌های کمیسیون، گورگاس به کار خود اصرار داشت و زمانی که استیونز به پاناما رسید از تلاش‌های او حمایت کرد. در عرض دو سال، بیماری‌های منتقله از پشه‌ها تقریباً از بین رفتند.
با این وجود، حدود ۵٬۶۰۰ کارگر در طول دوره ساخت‌وساز ایالات متحده بر اثر بیماری و حوادث جان باختند که بیشتر آن‌ها کارگران اهل جزایر کارائیب، به‌ویژه از باربادوس، بودند. شمار آمریکایی‌های جان‌باخته در این پروژه حدود ۳۵۰ نفر بود.
علاوه بر بهبود چشمگیر شرایط زندگی و بهداشت، یکی دیگر از مزایای کار در کانال برای شهروندان آمریکایی، دریافت مدال افتخار برای دو سال خدمت بود. برای هر دو سال اضافه، نوارهای جدیدی به مدال افزوده می‌شد. این مدال که توسط ویکتور دی. برنر طراحی شده بود و تصویر رئیس‌جمهور وقت را داشت، به مدال روزولت معروف شد. در مجموع ۷٬۱۸۹ مدال صادر شد و برخی افراد تا چهار نوار دریافت کردند.
در سال ۱۹۰۵ یک کمیته مهندسی آمریکایی برای بررسی طراحی نهایی کانال منصوب شد. در ژانویه ۱۹۰۶ این کمیته با رأی هشت به پنج، یک کانال هم‌سطح با دریا را توصیه کرد. این همان طرحی بود که ابتدا فرانسوی‌ها در سال ۱۸۸۷ دنبال کردند. اما موقتاً به نفع طرحی شامل ده سد سلولی از فیلیپ بونو-واریلا کنار گذاشتند و در نهایت در سال ۱۸۹۸ طرح دریاچه‌ای-سد سلولی از کمیته فنی کمپانی نوول کانال پاناما را که مبتنی بر ایده آدولف گودین دو لپینه در سال ۱۸۷۹ بود را پذیرفتند. اما استیونز که سیل‌های مهیب رودخانه چاگرس را دیده بود، در واشینگتن اعلام کرد که کانال هم‌سطح با دریا کاملاً غیرقابل اجرا است. او پیشنهاد داد که کانال با سیستم سد سلولی ساخته شود تا کشتی‌ها را به یک مخزن بزرگ ۸۵ فوت (۲۶ متر) بالاتر از سطح دریا هدایت کند. این سیستم شامل ساخت بزرگ‌ترین سد جهان (سد گاتون) و بزرگ‌ترین دریاچه مصنوعی جهان (دریاچه گاتون) در آن زمان بود. آب برای پر کردن سدهای سلولی از دریاچه گاتون تأمین می‌شد و با باز و بسته‌شدن دروازه‌ها و شیرهای عظیم، نیروی گرانش، آب را از دریاچه به سمت سدهای سلولی هدایت می‌کرد. دریاچه گاتون از طریق شکاف کوهستانی در گایلارد (کولبرا) کات به اقیانوس آرام متصل می‌شد. برخلاف گودین دو لپینه که نتوانست کنگره بین‌المللی مطالعات کانال بین‌اقیانوسی را قانع کند، استیونز توانست روزولت را متقاعد کند که این طرح عملی و ضروری است.
ساخت کانالی با سیستم سدهای سلولی مستلزم حفاری بیش از ۱۷ میلیون یارد مکعب (۱۳ میلیون متر مکعب) خاک علاوه بر ۳۰ میلیون یارد مکعب (۲۳ میلیون متر مکعب) حفاری‌شده توسط فرانسوی‌ها بود. آمریکایی‌ها به‌سرعت تجهیزات فرسوده فرانسوی را با بیش از ۱۰۰ بیل بخار ریلی از شرکت‌های بوسیروس-اری (۷۷ عدد) و ماریون پاور شاول (۲۵ عدد) جایگزین کردند. همچنین از جرثقیل‌های عظیم بخاری، سنگ‌شکن‌های هیدرولیکی، مخلوط‌کن بتن، لایروب‌ها و دریل‌های بادی استفاده شد که تقریباً همه آن‌ها در ایالات متحده تولید شده بودند. راه‌آهن نیز با ریل‌های سنگین و دوخطه بازسازی شد. در بسیاری از مناطق، دریاچه گاتون مسیر اصلی راه‌آهن را غرق کرد و یک مسیر جدید بالاتر از سطح آب ساخته شد.
بین سال‌های ۱۹۱۲ و ۱۹۱۴ بحث‌هایی بر سر تعرفه‌های عبور از کانال صورت گرفت.

### گوتالس جایگزین استیونز به عنوان مهندس ارشد، ۱۹۰۷–۱۹۱۴
در سال ۱۹۰۷ استیونز از سمت مهندس ارشد استعفا داد. جایگزین او، سرگرد ارتش ایالات متحده جورج واشنگتن گوتالس از سپاه مهندسی نیروی زمینی ایالات متحده آمریکا بود که توسط رئیس‌جمهور تئودور روزولت منصوب شد. او که به زودی به درجه سرهنگ دوم و بعدها ژنرال ارتقا یافت، یک رهبر قدرتمند، آموزش‌دیده در وست پوینت و (بر خلاف استیونز) یک مهندس عمران با تجربه در کانال‌ها بود. گوتالس کار در پاناما را تا سال ۱۹۱۴ دو سال زودتر از تاریخ هدف‌گذاری‌شده ۱۰ ژوئن ۱۹۱۶ با موفقیت به پایان رساند.
گوتالس کار مهندسی و حفاری را به سه بخش تقسیم کرد: بخش آتلانتیک، مرکزی و پاسیفیک.
- بخش آتلانتیک، تحت سرپرستی سرگرد ویلیام ال. سیبرت، مسئول ساخت موج‌شکن عظیم در ورودی خلیج لیمون، آب‌بندهای گاتون و کانال ورودی ۵٫۶ کیلومتری (۳٫۵ مایلی) آن، و همچنین سد گاتون بود.
- بخش پاسیفیک، تحت مدیریت سیدنی بی. ویلیامسون (تنها عضو غیرنظامی این تیم رده‌بالا) مسئول موج‌شکن ۴٫۸ کیلومتری (۳ مایلی) در خلیج پاناما، کانال ورودی به آب‌بندها و آب‌بندهای میرافلورز و پدرو میگل و مخازن مرتبط با آنها بود.[۶۶]
- بخش مرکزی، تحت سرپرستی سرگرد دیوید دو بوز گیلارد از سپاه مهندسی نیروی زمینی ایالات متحده آمریکا یکی از سخت‌ترین وظایف را بر عهده داشت که حفاری برش کولبرا در امتداد تقسیم قاره‌ای برای اتصال دریاچه گاتون به آب‌بندهای پاسیفیک کانال پاناما بود.[۶۷]

در ۱۰ اکتبر ۱۹۱۳ رئیس‌جمهور وودرو ویلسون از طریق تلگراف از کاخ سفید سیگنالی ارسال کرد که باعث انفجار سد گامبوا شد. این انفجار باعث آب‌گیری برش کولبرا شد و به این ترتیب، اقیانوس‌های اطلس و آرام از طریق کانال پاناما به یکدیگر متصل شدند.
الکساندر لا والی (یک جرثقیل شناور که توسط شرکت لوبنیتز ساخته و در سال ۱۸۸۷ به آب انداخته شد)، نخستین شناور خودران بود که از اقیانوسی به اقیانوس دیگر از طریق کانال عبور کرد. این کشتی در طول ساخت کانال به‌تدریج از سمت اقیانوس اطلس عبور کرد و در نهایت در ۷ ژانویه ۱۹۱۴ به سمت اقیانوس آرام رسید.
کشتی اس‌اس کریستوبال (یک کشتی باری و مسافربری ساخته‌شده توسط مریلند استیل و در سال ۱۹۰۲ به عنوان اس‌اس ترمونت به آب انداخته شده بود) در ۳ اوت ۱۹۱۴ نخستین کشتی‌ای بود که از اقیانوس به اقیانوس از طریق کانال عبور کرد.
ساخت کانال در سال ۱۹۱۴، ۴۰۱ سال پس از اولین عبور اروپایی‌ها از پاناما توسط گروهی از فاتحان به رهبری کنکیستادور واسکو نونیس د بالبوا تکمیل شد. ایالات متحده برای اتمام پروژه نزدیک به ۵۰۰ میلیون دلار (معادل تقریبی ۱۵٫۷ میلیارد دلار در سال ۲۰۲۴) هزینه کرد. این پروژه تا آن زمان بزرگ‌ترین پروژه مهندسی آمریکا محسوب می‌شد. کانال پاناما به‌طور رسمی در ۱۵ اوت ۱۹۱۴ با عبور کشتی باری اس‌اس انکون افتتاح شد.
افتتاح کانال پاناما در سال ۱۹۱۴ باعث کاهش شدید ترافیک دریایی در بندرهای شیلی شد، زیرا مسیرهای تجاری دریایی تغییر کردند. این کاهش، علی‌رغم بسته شدن کانال برای نزدیک به هفت ماه پس از رانش زمین در برش کولبرا در ۱۸ سپتامبر ۱۹۱۵ رخ داد. تجارت دامداری گوسفند در جنوب پاتاگونیا به‌دلیل تغییر مسیرهای تجاری دچار رکود شد، همچنین اقتصاد جزایر فالکلند نیز آسیب دید.
در طول این دوره، ارنست «رد» هالن توسط کمیسیون کانال ایستموس استخدام شد تا پیشرفت کار را مستند کند.
در سال ۱۹۱۴ بیل‌های بخاری که در ساخت کانال پاناما مورد استفاده قرار گرفته بودند، خریداری شده و در معدن مس چوکیکاماتا در شمال شیلی به کار گرفته شدند.

### کنترل ایالات متحده و واگذاری به پاناما، ۱۹۱۴–۱۹۹۹
تا دهه ۱۹۳۰ تأمین آب برای کانال به یک مسئله تبدیل شد و منجر به ساخت سد مدن بر روی رودخانه چاگِرِس در بالای دریاچه گاتون گردید. این سد در سال ۱۹۳۵ تکمیل شد و دریاچه مدن (بعدها دریاچه آلاهوئلا) را ایجاد کرد که ظرفیت ذخیره‌سازی آب اضافی برای کانال را فراهم می‌کرد. در سال ۱۹۳۹ ساخت یک مجموعه تازه از دروازه‌ها آغاز شد که به‌اندازه‌ای بزرگ بودند که بتوانند کشتی‌های جنگی بزرگی را که ایالات متحده در آن زمان در حال ساخت و برنامه‌ریزی برای ساخت آن‌ها بود، عبور دهند. این پروژه برای چندین سال ادامه یافت و حجم زیادی از خاک برای ایجاد کانال‌های ورودی جدید حفاری شد. اما پس از جنگ جهانی دوم لغو شد.
پس از جنگ جهانی دوم، کنترل ایالات متحده بر کانال و منطقه کانال که آن را احاطه کرده بود، به موضوعی بحث‌برانگیز تبدیل شد و روابط بین پاناما و ایالات متحده به‌طور فزاینده‌ای متشنج گردید. بسیاری از پانامایی‌ها معتقد بودند که این منطقه به‌حق متعلق به پاناما است. اعتراضات دانشجویی با محصور کردن منطقه و افزایش حضور نظامی ایالات متحده در آن مواجه شد. درخواست‌ها برای واگذاری کانال به پاناما پس از بحران سوئز در سال ۱۹۵۶ شدت گرفت. زمانی که ایالات متحده از فشارهای مالی و دیپلماتیک برای وادار کردن فرانسه و بریتانیا به ترک تلاش برای بازپس‌گیری کنترل کانال سوئز که پیش‌تر توسط رژیم جمال عبدالناصر در مصر ملی شده بود، استفاده کرد.
در سال ۱۹۵۸ «عملیات حاکمیت ملی» توسط گروهی از دانشجویان دانشگاهی آغاز شد که به طور مسالمت‌آمیز ۷۵ پرچم پاناما را در «منطقه کانال» کاشتند. در سال ۱۹۵۹ مردم پاناما تلاش کردند در یک راهپیمایی میهن‌پرستانه مسالمت‌آمیز با پرچم خود وارد «منطقه کانال» شوند. اما هنگامیکه پلیس از ورود آنها جلوگیری کرد درگیر رخ داد که به زخمی شدن ده‌ها نفر انجامید. این دو رویداد به شکل گرفتن شعار «آن‌که پرچم می‌کارد، حاکمیت برداشت می‌کند.» انجامید که بعدها در پاناما محبوب شد. به دنبال این رخدادها به توافقی در سال ۱۹۶۲ میان روبرتو فرانسیسکو کیاری رامون، رئیس‌جمهور وقت پاناما و جان اف. کندی، رئیس‌جمهور آمریکا منجر شد که مقرر می‌کرد پرچم‌های هر دو کشور در مناطق غیرنظامی منطقه کانال برافراشته شوند. ناآرامی‌های پاناما سرانجام در ۹ ژانویه ۱۹۶۴ با شورش‌هایی که به «روز شهدا (پاناما)» معروف شد، به اوج خود رسید که در آن حدود ۲۰ پانامایی و ۳ تا ۵ سرباز آمریکایی کشته شدند. در این روز ده‌ها دانشجوی «مؤسسه ملی» پاناما به «منطقه کانال» رفتند و خواستار برافراشته شدن پرچم خود در دبیرستان محلی بالبوا شدند. اما پلیس آمریکا آن‌ها را متوقف کرد و درگیری آغاز شد. در واکنش به این حادثه رئیس‌جمهور وقت، روبرتو کیاری روابط دیپلماتیک کشورش را با واشنگتن تا زمان امضای پیمان میان دو کشور قطع کرد. گفتگوها برای پیمان تازه در ۳ آوریل ۱۹۶۴ آغاز شد.
یک دهه بعد، در سال ۱۹۷۴ مذاکراتی برای حل این مسئله آغاز شد که به قراردادهای یتوریخوس-کارتر منجر گردید. در ۷ سپتامبر ۱۹۷۷ این پیمان توسط جیمی کارتر، رئیس‌جمهور ایالات متحده، و عمر توریخوس، رهبر دوفاکتوی پاناما امضا شد. جیمی کارتر در هنگام امضای قرارداد گفت: «با بازگرداندن کانال به پانامایی‌ها، آمریکایی‌ها نشان دادند که «به عنوان یک کشور بزرگ و قدرتمند، قادر به برخورد منصفانه و شرافتمندانه با یک ملت مستقل، مفتخر، اما کوچک‌تر هستند.» این پیمان روند انتقال کنترل کانال به پانامایی‌ها را آغاز کرد، مشروط بر اینکه پاناما پیمانی را برای تضمین بی‌طرفی دائمی کانال امضا کند. این توافق منجر به کنترل کامل پاناما بر کانال از ظهر ۳۱ دسامبر ۱۹۹۹ شد و اداره کانال پاناما کنترل آن را بر عهده گرفت. برای این رویداد مراسم رسمی برگزار شد که در آن مهمانان بین‌المللی از جمله جیمی کارتر حضور داشتند. کانال پاناما همچنان یکی از منابع اصلی درآمد پاناما محسوب می‌شود.
پیش از این انتقال، دولت پاناما یک مناقصه بین‌المللی برای عقد قرارداد ۲۵ ساله برای اداره درگاه‌های بارگنجی در ورودی‌های اقیانوسی کانال در دو سوی اقیانوس اطلس و آرام برگزار کرد. این قرارداد وابسته به اداره کانال پاناما یا عملیات کانال پاناما نبود و توسط شرکت هاچیسون وامپو، یک شرکت کشتیرانی مستقر در هنگ‌کنگ متعلق به لی کا-شینگ، برنده شد.

### سده ۲۱ (میلادی)
در سال ۲۰۱۵، شرکت Hutchison Whampoa با گروه Cheung Kong ادغام شد و به سی‌کی هاتچینسون تغییر نام داد.

### اظهارنظرها و واکنش‌ها به دونالد ترامپ
در ۲۱ دسامبر ۲۰۲۴ دونالد ترامپ، رئیس‌جمهور ایالات متحده گفت که آمریکا باید کنترل کانال پاناما را از پاناما بازپس‌گیری کند و ادعا کرد که نرخ‌هایی که پاناما از کشتی‌های آمریکایی دریافت می‌کند سرسام‌آور است و نقض پیمان‌های تورریخوس–کارتر است. روز بعد، او اظهار داشت که کانال در دست‌های اشتباهی افتاده است که اشاره به چین داشت. به دنبال اظهارات ترامپ، رئیس‌جمهور پاناما، خوزه راول مولینو واکنش نشان داد و این اتهام را که ایالات متحده به‌طور ناعادلانه هزینه می‌پردازد، رد کرد و تأکید کرد که تنها پاناما بر کانال تسلط کامل دارد و کانال بخشی از میراث غیرقابل تفکیک کشور است.
اگرچه شرکت هنگ کنگی سی‌کی هاتچینسون اجازه‌نامه‌ای برای بهره‌برداری از دو بندر در نزدیکی دو انتهای کانال دارد – بندر بالبوآ در سمت اقیانوس آرام و بندر کریستوبال در سمت اقیانوس اطلس – اما هیچ‌کدام از این بندرها یا این شرکت دسترسی به کانال را کنترل نمی‌کنند. سه بندر دیگر نزدیک انتهای کانال توسط شرکت‌هایی از تایوان و سنگاپور و یک همکاری مشترک از ایالات متحده و پاناما اداره می‌شوند. دولت پاناما سودهایی از این قرارداد هاتیسون دریافت می‌کند، اما سدها و کنترل ترافیک دریایی به‌طور مستقل توسط اداره کانال پاناما اداره می‌شود و راهنمای کشتی‌ها پانامایی است.
در ۲۴ دسامبر ۲۰۲۴ در اعتراض به تهدید ترامپ برای بازپس‌گیری کانال پاناما اعتراضی در مقابل سفارت ایالات متحده در پاناما سیتی برگزار شد. معترضان او را «دشمن عمومی» پاناما نامیدند. در همان روز ائتلاف بولیواری برای ملت‌های آمریکای ما (آلبا) که از ده کشور آمریکای مرکزی و جنوبی تشکیل شده است، اظهارات ترامپ را محکوم کرد و از حاکمیت، تمامیت ارضی و حق تعیین سرنوشت پاناما حمایت کرد.
در کنفرانس خبری ۷ ژانویه ۲۰۲۵ ترامپ وعده داد که کنترل کانال پاناما را به دست خواهد گرفت. او از احتمال اقدام اقتصادی و نظامی علیه پاناما برای تصاحب کانال خودداری نکرد تا آنچه را که «امنیت اقتصادی» ایالات متحده می‌خواند، تأمین کند. او دوباره در سخنرانی آغازین خود در ۲۰ ژانویه تأکید کرد که قصد دارد کنترل کانال را بازپس‌گیرد.
در ۵ فوریه ۲۰۲۵ وزارت امور خارجه ایالات متحده در توییتر اعلام کرد که کانال پاناما دیگر از کشتی‌های دولتی ایالات متحده هزینه عبور دریافت نخواهد کرد. رئیس‌جمهور مولینو این را «دروغی غیرقابل تحمل» نامید و مارکو روبیو، وزیر امور خارجه (که چند روز پیش از پاناما خارج شده بود) مجبور شد این اعلامیه را اصلاح کند و گفت که او «انتظار دارد» پاناما این کار را در ازای تضمین حفاظت نظامی ایالات متحده طبق پیمان‌های تورریخوس–کارتر در صورت حمله به کانال، آغاز کند.
در ۵ مارس ۲۰۲۵ شرکت سرمایه‌گذاری آمریکایی بلک‌راک اعلام کرد که کنسرسیومی متشکل از شرکت‌های گلوبال اینفروستراکچر پارتنرز و Terminal Investment Limited، ۸۰٪ سهام هاچیسون پورت در سی‌کی هاتچینسون را که مالک بندرهای دو طرف کانال است را خریداری خواهد کرد. طبق گزارش نیویورک تایمز، خانواده لی مستقر در هنگ کنگ «تحت فشار سیاسی برای خروج از کسب‌وکار بندرها» بودند؛ گفتگوها با بلک‌راک دربارهٔ کانال پاناما تنها چند هفته پیش آغاز شده بود و با آغاز دوره ریاست‌جمهوری ترامپ همزمان بود.

## پیامدهای زیست‌محیطی و اکولوژیکی
کانال پاناما یکی از مهم‌ترین گلوگاه‌های تجارت جهانی از زمان ساخت و گسترش خود مشکلات زیست‌محیطی زیادی را به وجود آورده است. این مشکلات شامل جنگل‌زدایی، گسترش گونه‌های مهاجم، آلودگی هوا و کمبود آب می‌شود.
جنگل‌زدایی در حوضه آبریز کانال پاناما دهه‌ها است که یک مشکل جدی به‌شمار می‌رود. در سال ۱۹۷۸ پژوهشگران هشدار دادند که پاک‌سازی جنگل در حوضه آبریز ممکن است باعث نابودی کانال شود. تا سال ۱۹۸۵ سطح جنگل‌های این منطقه به ۳۰٪ کاهش یافت. تا سال ۲۰۰۰ جنگل‌زدایی ناشی از رشد جمعیت انسانی، تخریب زمین و فرسایش خاک همچنان به اکوسیستم آسیب می‌زد. جنگل‌زدایی باعث فرسایش خاک شده و بستر دریاچه‌های گاتون و آلاهوئلا را بالا می‌برد و ظرفیت ذخیره آب آن‌ها را کاهش می‌دهد. این دریاچه‌ها برای عملکرد کانال و تأمین آب محلی بسیار حیاتی هستند.
کانال پاناما انتقال گونه‌های مهاجم بین اقیانوس‌ها را آسان‌تر کرده است. با گسترش کانال در سال ۲۰۱۶ و افزایش تجارت جهانی، انتقال گونه‌های مهاجم نیز بیشتر شد. این گونه‌ها به کشتی‌ها می‌چسبند و از یک منطقه به منطقه دیگر منتقل می‌شوند، کاری که بدون قایق‌ها قادر به انجام آن نبودند. نمونه‌ای از این گونه‌ها صدف سبز آسیایی است که در اواخر دهه ۱۹۹۰ برای اولین بار در آب‌های کارائیب دیده شد و از طریق کانال پاناما گسترش یافت. این گونه‌های مهاجم می‌توانند به زیست‌بوم‌های محلی آسیب برسانند و با گونه‌های بومی رقابت کنند.
کشتی‌هایی که از کانال عبور می‌کنند، به‌طور منظم آب را آلوده می‌کنند. برای نمونه در سال ۱۹۸۶ نشت نفت خام در ورودی شرقی کانال در دریای کارائیب باعث مرگ گیاهان و بی‌مهرگان در آن منطقه شد. صنعت کشتیرانی همچنین گازهای گلخانه‌ای مانند دی‌اکسید کربن و متان منتشر می‌کند. به‌عنوان یک گلوگاه تجاری، کانال پاناما شاهد ترافیک سنگین و تأخیرهای طولانی است که منجر به سوزاندن سوخت بیشتر و تولید آلاینده‌های اضافی می‌شود. این آلاینده‌ها موجب تغییرات اقلیمی و تشدید مشکلات زیست‌محیطی می‌شوند.
کانال پاناما مقدار زیادی آب شیرین از دریاچه گاتون مصرف می‌کند که منبع اصلی آب آشامیدنی شهر پاناما است. برای عبور هر کشتی حدود ۲۰۰ میلیون لیتر (۵۲ میلیون گالن) آب شیرین مصرف می‌شود. این مصرف آب تأثیرات زیست‌محیطی و اجتماعی جدی دارد. در طول خشکسالی سال ۲۰۱۹ سطح آب دریاچه گاتون به پایین‌ترین میزان تاریخی خود رسید، زیرا آب زیادی برای کانال مصرف می‌شد.

## مشخصات فنی

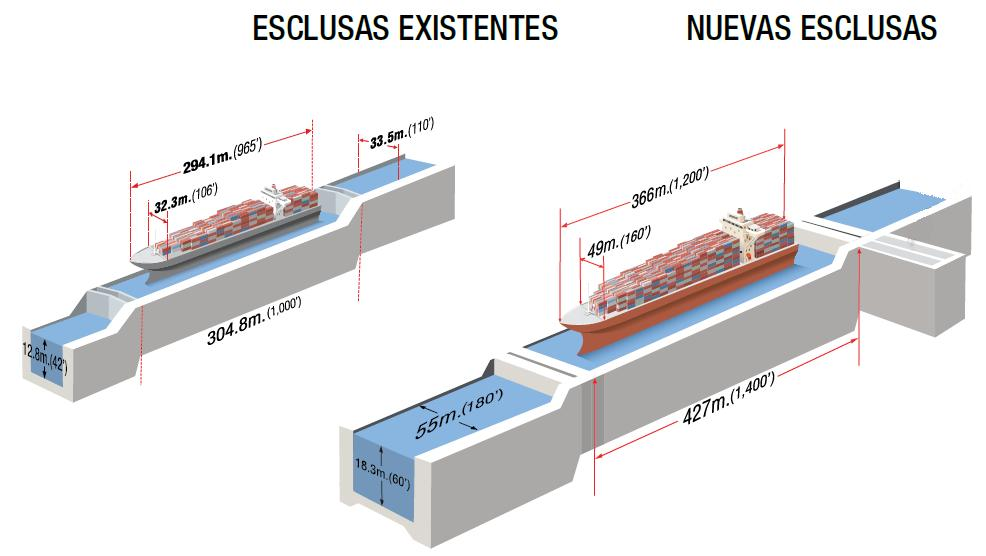
نمایی از بالابر و پایین‌بر هیدرولیکی

در ابتدا فرانسوی‌ها قصد داشتند خشکی میان دو اقیانوس را به صورت کانال خاک‌برداری کنند که پروژه با شکست روبرو شد. در طرح بعدی آمریکایی‌ها برای کاهش حجم خاکبرداری تصمیم گرفتند از دریاچه بزرگی که در میان خشکی محصور بود استفاده کنند. ولی این دریاچه از سطح آب‌های آزاد ارتفاع بیشتری داشت و امکان ارتباط مستقیم اقیانوس به دریاچه نبود. در نتیجه به فکر ساخت بالابر و پایین‌بر هیدرولیکی افتادند.

### حرکت کشتی‌ها
برای حرکت کشتی در این آبراه
1. به کمک بالابر هیدرولیکی در ابتدای کانال کشتی‌ها را از سطح آب‌های آزاد بالاتر می‌برند؛
2. کشتی زمانی که همسطح آب دریاچه قرار می‌گیرد در کانال مصنوعی‌ای که حفر شده است حرکت می‌کند و قطر دریاچه و در پایان در کانال دوم قرار می‌گیرد؛
3. به وسیله پایین‌بر هیدرولیکی در سطح آب‌های آزاد قرار می‌گیرد و سپس به مسیر خود در اقیانوس ادامه می‌دهد.

به‌طور متوسط ۸ تا ۱۰ ساعت طول می‌کشد تا یک کشتی از کانال پاناما گذر کند.

## بازگشایی
پس از گشایش، آبراه، موفقیت شگرفی را به دست آورد و توانست انقلابی در بازرگانی دریایی پدیدآورد. تنها در سال ۲۰۰۵ میلادی ۱۴۰۱۱ شناور جمعاً به ظرفیت ۲۷۸٫۸ میلیون تن کالا از این کانال عبور کردند که این آمار به معنی عبور حدود ۴۰ شناور در یک شبانه روز است.

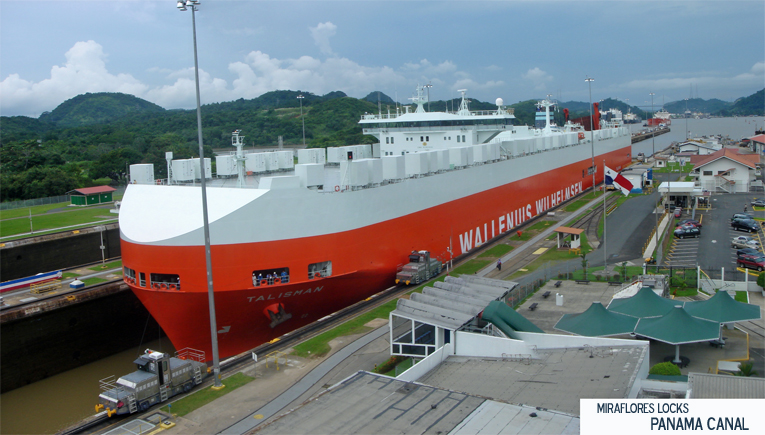
کشتی پاناماگذر در حال گذر از میان میرافلورس لوکاس، کانال پاناما
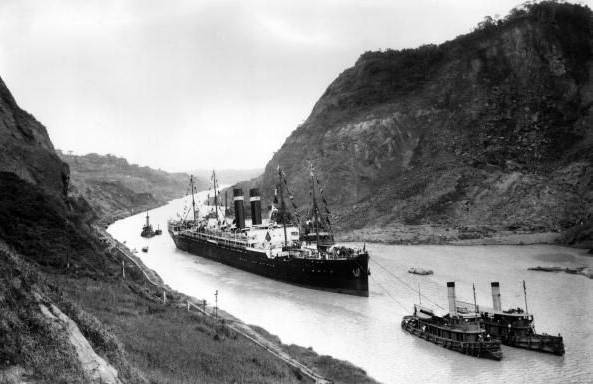
عبور کشتی از کانال